# Semaeopus citrina
Semaeopus citrina là một loài bướm đêm trong họ Geometridae.